# Marcos Danilo Padilha
Marcos Danilo Padilha, genannt Danilo, (* 31. Juli 1985 in Jussara; † 28. November 2016 bei La Unión, Antioquia, Kolumbien) war ein brasilianischer Fußballspieler. Er spielte auf der Position eines Torwarts.

## Karriere
Danilo begann mit dem Fußballspiel beim Cianorte FC. Hier gelang ihm auch der Sprung in den Profikader. Bis 2013 spielte er für unterklassige Klubs. Während der Austragung der Série B 2013 kam er als Leihgabe zu Chapecoense. Am vorletzten Spieltag beim ADRC Icasa gab er in der zweiten Liga Brasiliens sein Debüt. Der Klub erreichte den zweiten Platz in dem Wettbewerb und damit den Aufstieg in die Série A 2014. Chapecoense übernahm der Klub den Spieler vollständig. In der obersten Spielklasse Brasiliens debütierte er am ersten Spieltag der Série A 2014, am 19. April gegen den Coritiba FC. Er hatte sich als Stammtorhüter etabliert und bestritt in der Meisterschaft 37 von 38 möglichen Spielen. Dieses blieb er auch in den folgenden Jahren, in denen seine Verträge verlängert wurden, so z. B. im Mai 2016 bis Dezember 2018.
Nach der dritten Runde im Copa do Brasil 2016 wurde die Klassifikation zur Copa Sudamericana 2016 festgelegt. Chapecoense wurde einer der Teilnehmer an dem Turnier. Der Klub erreichte das Finale gegen Atlético Nacional. Danilo starb beim Absturz von LaMia-Flug 2933 am 28. November 2016 auf dem Weg zum Finalhinspiel. Am 2. Dezember 2016 erklärte der südamerikanische Fußballverband Conmebol den Klub posthum zum Sieger der Copa Sudamericana 2016. Er hinterließ Frau und einen zweijährigen Sohn.

## Erfolge
Londrina
- Staatsmeisterschaft von Paraná Segunda Divisão: 2011

Chapecoense
- Taça Santa Catarina: 2014
- Staatsmeisterschaft von Santa Catarina: 2016
- Copa Sudamericana: 2016

Auszeichnungen
- Staatsmeisterschaft von Santa Catarina: 2016 – Auswahlmannschaft
- Copa Sudamericana: 2016 – Bester Torwart
- Prêmio Craque do Brasileirão: 2016 – Wahl der Fans